# استریو تال
استریو تال تقدیم می‌کند (به انگلیسی:Stereo Tull Presents) نام نهمین آلبوم استودیویی گروه موسیقی راک ایرانی کیوسک است که در تاریخ ۲۰ اوت ۲۰۱۶ (۳۰ مرداد ۱۳۹۵ ه.ش) 
با ده آهنگ منتشر شد. فضای این آلبوم با کلیه کارهای قبلی گروه متفاوت است. استریو تال نام خود را از مجموعه‌ای از موسیقی زیرزمینی در دهه شصت و هفتاد به همین نام گرفته که توسط کامران ملت اداره می‌شد. همچنین آلبوم به صورت کانسپت یا داستان گونه است که در ابتدای هر قطعه مونولوگ کوتاهی از کامران ملت قرار گرفته و یکپارچهٔ آن‌ها روایتی است از اقدامات و مصائب کامران و استریو تال برای تهیه، تکثیر و رساندن صفحات موسیقی خارجی به دست دوست داران موسیقی، در سال‌های اوایل انقلاب که موسیقی، به ویژه موسیقی غربی تحت نظارت و ممنوعیت‌های شدید قرار داشت. تمامی اشعار آلبوم توسط آرش سبحانی سروده شده به جز آهنگ شبیه بولدوزرم که از اشعار سید مهدی موسوی است.

## لیست آهنگ‌ها
- ۱. شبیه بولدوزر
- ۲. اسیر یک آهنگ
- ۳. گاهی اوقات
- ۴. ولش کن
- ۵. یک کمی از این
- ۶. تهران را زنده نگه دارید
- ۷. یک لحظه
- ۸. برای کامی
- ۹. ما همه
- ۱۰. آخرین قسمت